# Regata Sydney-Hobart

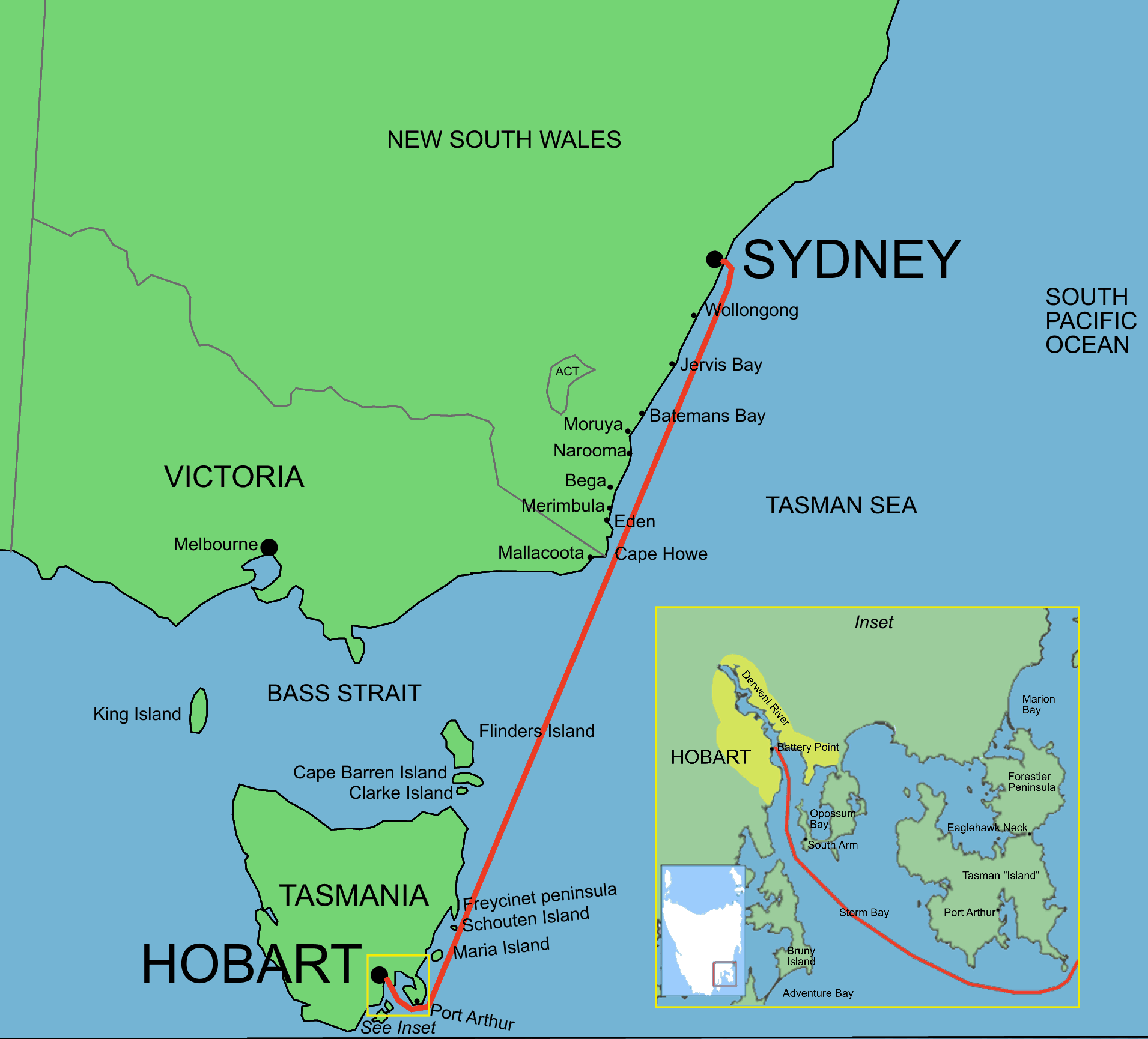
Il percorso della gara

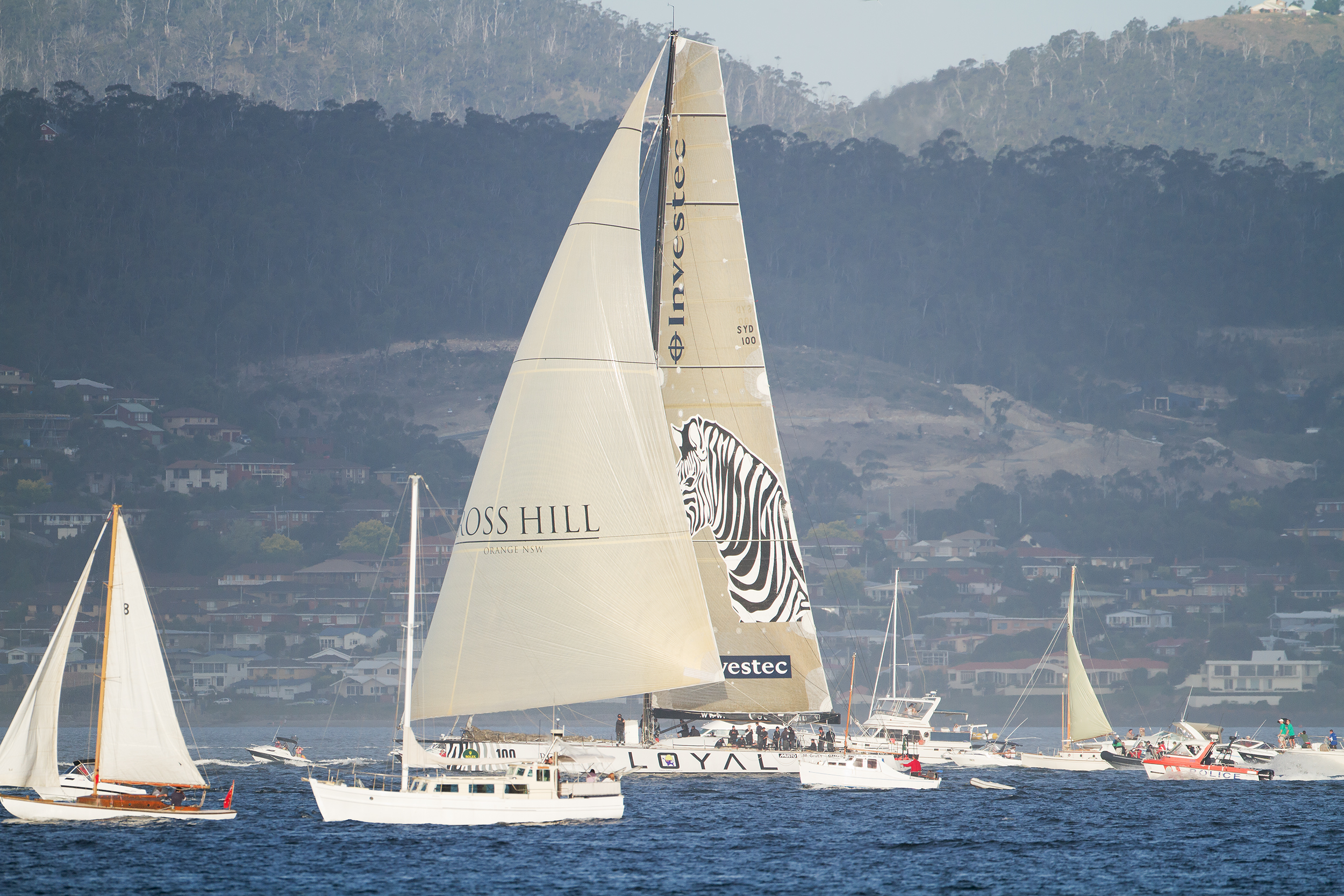
Un’immagine dell’edizione del 2011

La Sydney-Hobart (a volte chiamata Bluewater Classic dai media) è una regata velica annuale che si svolge in Australia tra Sydney ed Hobart.

## Storia
È organizzata dal 1945 dal Cruising Yacht Club of Australia con la cooperazione del Royal Yacht Club of Tasmania. Il percorso della regata è lungo 1.170 km. Dal 1946, la gara è stata aperta anche agli equipaggi femminili. La Sydney-Hobart è considerata una tra le regate più importanti e difficili del mondo.
Nata come una gara di interesse locale grazie ad un'idea di un gruppo di appassionati di vela capitanato da Peter Luke, la Sydney-Hobart è diventata, con il passare dei decenni, un evento di fama internazionale a cui partecipano barche a vela di varie nazionalità.

## Albo d'oro
L'albo d'oro della manifestazione è:
| Anno | Vincitore                                        | Tempo g/hh:mm:ss |
| ---- | ------------------------------------------------ | ---------------- |
| 1945 | Rani                                             | 6/14:22:00       |
| 1946 | Morna                                            | 5/02:53:33       |
| 1947 | Morna                                            | 5/03:03:54       |
| 1948 | Morna                                            | 4/05:01:21       |
| 1949 | Waltzing Matilda                                 | 5/10:33:10       |
| 1950 | Margaret Rintoul                                 | 5/05:28:35       |
| 1951 | Margaret Rintoul                                 | 4/02:29:01       |
| 1952 | Nocturne                                         | 6/02:34:47       |
| 1953 | Solveig IV                                       | 5/07:12:50       |
| 1954 | Kurrewa IV (precedentemente Morna)               | 5:06:09:47       |
| 1955 | Even                                             | 4/18:13:14       |
| 1956 | Kurrewa IV (precedentemente Morna)               | 4:04:31:44       |
| 1957 | Kurrewa IV (precedentemente Morna)               | 3:18:30:39       |
| 1958 | Solo                                             | 5/02:32:52       |
| 1959 | Solo                                             | 4/13:33:12       |
| 1960 | Kurrewa IV (precedentemente Morna)               | 4:08:11:15       |
| 1961 | Astor                                            | 4/04:42:11       |
| 1962 | Ondine                                           | 3/03:49:16       |
| 1963 | Astor                                            | 4/10:53:00       |
| 1964 | Astor                                            | 3/20:05:05       |
| 1965 | Stormvogel                                       | 3/20:30:09       |
| 1966 | Fidelis                                          | 4/08:39:43       |
| 1967 | Pen Duick III                                    | 4/04:10:31       |
| 1968 | Ondine II                                        | 4/03:20:02       |
| 1969 | Crusade                                          | 3/15:07:40       |
| 1970 | Buccaneer                                        | 3/14:06:12       |
| 1971 | Kialoa II                                        | 3/12:46:21       |
| 1972 | American Eagle                                   | 3/04:42:39       |
| 1973 | Helsal                                           | 3/01:32:09       |
| 1974 | Ondine III                                       | 3/13:51:56       |
| 1975 | Kialoa III                                       | 2/14:36:56       |
| 1976 | Ballyhoo                                         | 3/07:59:26       |
| 1977 | Kialoa III                                       | 3/10:14:09       |
| 1978 | Apollo                                           | 4/02:23:24       |
| 1979 | Bumblebee IV                                     | 3/01:45:52       |
| 1980 | New Zealand                                      | 2/18:45:41       |
| 1981 | Vengeance                                        | 3/22:30:00       |
| 1982 | Condor of Bermuda                                | 3/00:59:17       |
| 1983 | CONDOR                                           | 3/00:50:29       |
| 1984 | New Zealand                                      | 3/11:31:21       |
| 1985 | Apollo                                           | 3/04:32:28       |
| 1986 | CONDOR                                           | 2/23:26:25       |
| 1987 | Sovereign                                        | 2/21:58:08       |
| 1988 | Ragamuffin (precedentemente Bumblebee IV)        | 3/15:29:27       |
| 1989 | Drumbeat                                         | 3/06:21:34       |
| 1990 | Ragamuffin (precedentemente Bumblebee IV)        | 2/21:05:33       |
| 1991 | Brindabella                                      | 3/11:14:09       |
| 1992 | New Zealand Endeavour                            | 2/19:19:18       |
| 1993 | Ninety Seven                                     | 4/00:54:11       |
| 1994 | Tasmania (precedentemente New Zealand Endeavour) | 2/16:48:04       |
| 1995 | Sayonara                                         | 3/00:53:35       |
| 1996 | Morning Glory                                    | 2/14:07:10       |
| 1997 | Brindabella II                                   | 2/23:37:12       |
| 1998 | Sayonara                                         | 2/19:03:32       |
| 1999 | Nokia                                            | 1/19:48:02       |
| 2000 | Nicorette II                                     | 2/14:02:09       |
| 2001 | Assa Abloy                                       | 2/20:46:43       |
| 2002 | Alfa Romeo                                       | 2/04:58:52       |
| 2003 | Skandia                                          | 2/15:14:06       |
| 2004 | Nicorette III                                    | 2/16:00:44       |
| 2005 | Wild Oats XI                                     | 1/18:40:10       |
| 2006 | Wild Oats XI                                     | 2/08:52:33       |
| 2007 | Wild Oats XI                                     | 1/21:24:32       |
| 2008 | Wild Oats XI                                     | 1/20:34:14       |
| 2009 | Alfa Romeo II                                    | 2/09:02:10       |
| 2010 | Wild Oats XI                                     | 2/07:37:20       |
| 2011 | Investec Loyal                                   | 2/06:14:18       |
| 2012 | Wild Oats XI                                     | 1/18:23:12       |
| 2013 | Wild Oats XI                                     | 2/06:07:27       |
| 2014 | Wild Oats XI                                     | 2/02:30:00       |

In grassetto sono evidenziati i record registrati nelle varie edizioni.